# Kunal Nayyar

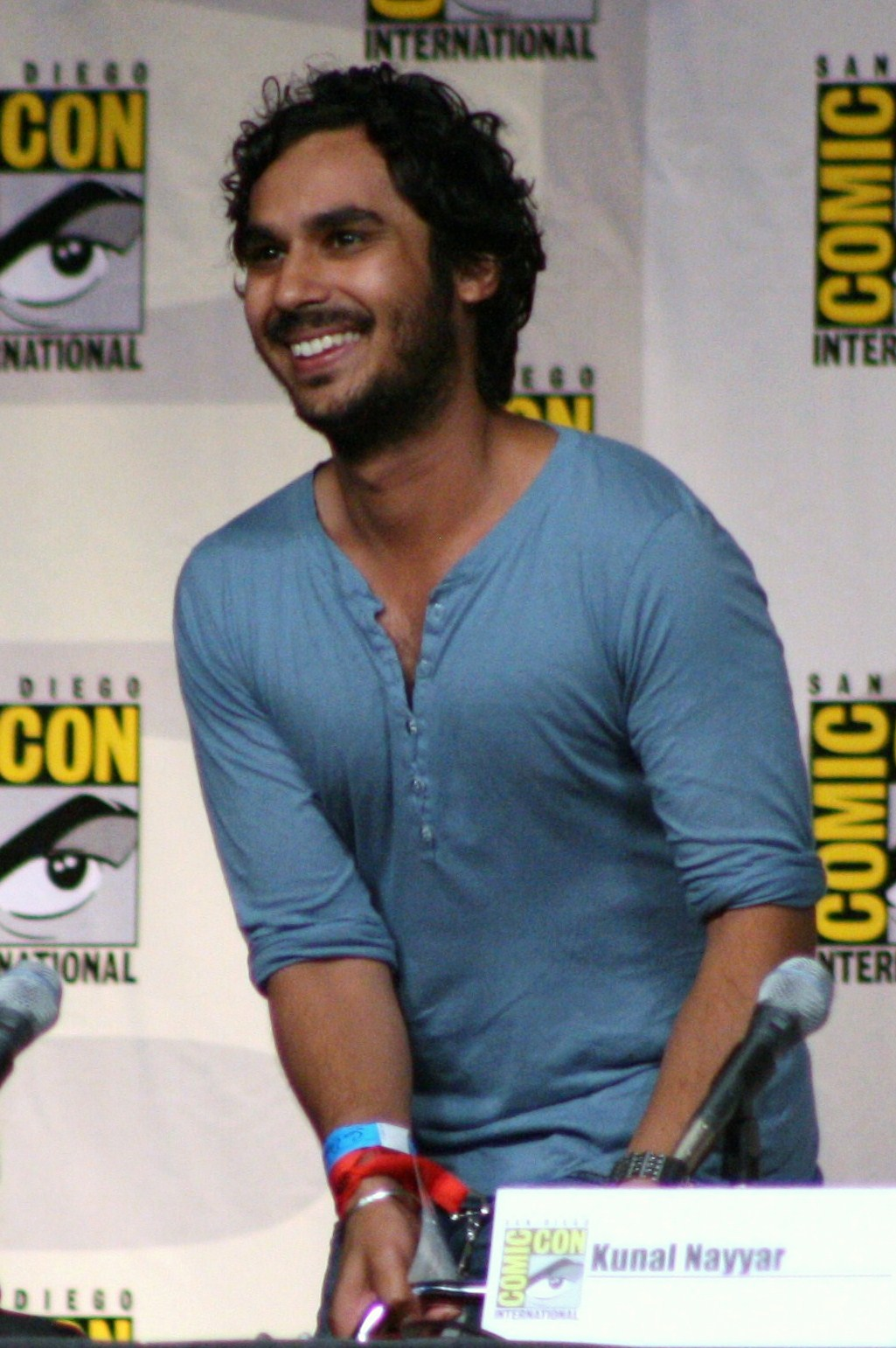
Kunal Nayyar, 2009

Kunal Karman Nayyar (Hammersmith, London, 1981. április 30.– ) indiai származású angol színész.
Legismertebb alakítása Rajesh Koothrappali asztrofizikus a CBS Agymenők című vígjátéksorozatában.

## Fiatalkora
1981-ben London Hammersmith városrészében született pandzsábi családban. Hároméves korában Új-Delhibe költöztek. Itt a St Columba's School-ban tanult, és az iskola tollaslabda-csapatának tagja lett.
1999-ben az Amerikai Egyesült Államokba költözött, hogy a Portlandi Egyetemen pénzügyi tanulmányokat folytasson. Tanulmányai mellett színjátszó órákon is részt vett, és több egyetemi színdarabban is szerepelt. Az Amerikai Főiskolai Színházfesztiválon (American College Theater Festival) való részvétele után úgy döntött, hogy hivatásos színész lesz. A philadelphiai Temple Egyetemen képzőművészeti és színészi magiszteri fokozatot szerzett.

## Pályafutása

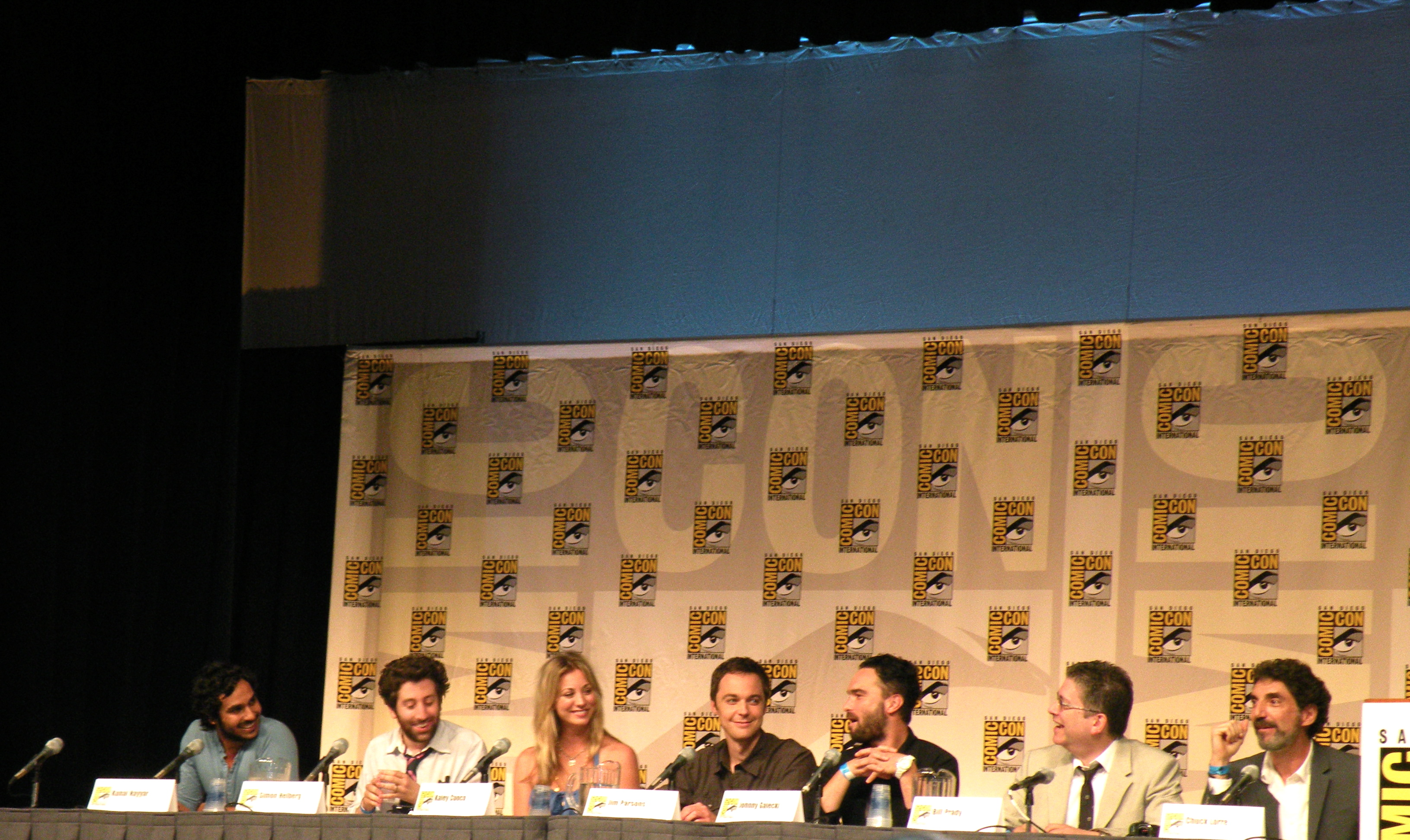
Kunal Nayyar (bal szélen) és az Agymenők stábja (Helberg, Cuoco, Parsons, Galecki, Prady, Lorre) a 2009-es Comic Con-on

Tanulmányai után az Egyesült Államokban reklámokban, Londonban pedig színdarabokban kezdett szerepelni. Első figyelemre méltó alakítása az Államokban Rajiv Joseph 2006-os alkotásában volt. A Huck & Holden című színdarabban egy indiai cserediákot játszott, aki hazatérése előtt igyekezett megtapasztalni az amerikai kultúrát. 2006-ban Arun Dasszal közösen megírták a Cotton Candy című darabot, mely kedvező fogadtatásban részesült Új-Delhiben. Egy epizód erejéig feltűnt a CBS NCIS című sorozatában, Youssef Zidant, egy iraki terroristát alakítva. Ügynöke biztatására részt vett egy előkészületben levő, tudósokról szóló komédia, az Agymenők próbaepizódjának meghallgatásán, ahol megkapta Rajesh Koothrappali asztrofizikus szerepét.
2011-ben Simon Helberggel közösen vezették a Tisztelgés a kockák előtt című műsort a Just for Laughs komédiafesztiválon.

## Magánélete
2011 decemberében feleségül vette a 2006-os Miss India győztesét, Neha Kapur modellt.

## Filmográfia

### Film
| Év   | Magyar cím                         | Eredeti cím                | Szerep               | Magyar hang         |
| ---- | ---------------------------------- | -------------------------- | -------------------- | ------------------- |
| 2004 |                                    | S.C.I.E.N.C.E              | pizzafutár           |                     |
| 2012 | Jégkorszak 4. – Vándorló kontinens | Ice Age: Continental Drift | Gupta (hangja)       | Kálloy Molnár Péter |
| 2013 |                                    | Beyond All Boundaries      | narrátor             |                     |
| 2014 |                                    | The Scribbler              | Karim                |                     |
| 2014 |                                    | Dr. Cabbie                 | Tony                 |                     |
| 2015 | Ételre-halálra                     | Consumed                   | Serge Negani         | Pálmai Szabolcs     |
| 2016 | Trollok                            | Trolls                     | Guy Diamond (hangja) | Magyar Bálint       |
| 2019 |                                    | Sweetness in the Belly     | Dr. Robin Sathi      |                     |
| 2020 | Trollok a világ körül              | Trolls World Tour          | Guy Diamond (hangja) | Magyar Bálint       |
| 2020 | Gondolkozz kutyául!                | Think Like a Dog           | Mr. Mills            | Pálmai Szabolcs     |
| 2024 | Az űrhajós                         | Spaceman                   | Petr                 | Pálmai Szabolcs     |

### Televízió
| Év        | Magyar cím                      | Eredeti cím                    | Szerep               | Megjegyzések                                    |
| --------- | ------------------------------- | ------------------------------ | -------------------- | ----------------------------------------------- |
| 2007      | NCIS                            | NCIS                           | Youssef Zidan        | 1 epizód (Gyanakvás) stáblistán nem szerepel    |
| 2007–2019 | Agymenők                        | The Big Bang Theory            | Rajesh Koothrappali  | - főszereplő - magyar hangja: - Pálmai Szabolcs |
| 2013      |                                 | Sullivan & Son                 | Neal / Sanjay        | 2 epizód                                        |
| 2013–2016 | Sanjay és Craig                 | Sanjay and Craig               | Vijay Patel (hangja) | főszereplő                                      |
| 2015      |                                 | The Mindy Project              | Sendhil              | 1 epizód                                        |
| 2016      | Jégkorszak – Húsvéti küldetés   | Ice Age: The Great Egg-Scapade | Gupta                | különkiadás                                     |
| 2017      |                                 | Trolls Holiday                 | Guy Diamond (hangja) | különkiadás                                     |
| 2020      | Criminal: Egyesült Királyság    | Criminal: UK                   | Sandeep Singh        | 1 epizód                                        |
| 2021      | Trollok nyaralása a harmóniában | Trolls: Holiday in Harmony     | Guy Diamond (hangja) | különkiadás                                     |
| 2022      | Gyanú                           | Suspicion                      | Aadesh Chopra        | főszereplő (8 epizód)                           |
| 2024      |                                 | Night Court                    | Martini Toddwallis   | 1 epizód                                        |

### Színház
| Év   | Magyar cím       | Eredeti cím          | Szerep         | Színház                                                                       |
| ---- | ---------------- | -------------------- | -------------- | ----------------------------------------------------------------------------- |
| 2006 |                  | Huck and Holden      | Navin          | Dahlia Theater, Los Angeles                                                   |
| 2006 | Lóvátett lovagok | Love's Labour's Lost | egyéb szerepek | Royal Shakespeare Company, Stratford upon Avon, United Kingdom                |
| 2006 | Lóvátett lovagok | Love's Labour's Lost | egyéb szerepek | Shakespeare Theatre Company, Lansburgh Theatre, Washington, DC, United States |

## Díjak és jelölések
- 2006: Garland Award – legjobb férfi főszereplő egy nyugati-parti színdarabban (Huck and Holden) – megnyert díj
- 2011–2017: Screen Actors Guild-díj – legjobb szereplőgárda (vígjátéksorozat) (Agymenők) – jelölve
- 2021: Televíziós BAFTA-díj	– legjobb férfi mellékszereplő (Criminal: Egyesült Királyság) – jelölve